# Avokati i Popullit
L'Avokati i Popullit ("Avvocato del popolo") è l'ufficio albanese del difensore civico, un ente di consulenza giudiziaria al pubblico.
Istituito per la prima volta nella Costituzione albanese del 1998, è stato convertito in legge con piccoli emendamenti dal parlamento albanese il 4 febbraio 1999. L'avvocato del popolo come istituzione difende i diritti, le libertà e gli interessi legittimi degli individui da azioni illegali e scorrette, da atti od omissioni di organi della pubblica amministrazione nonché di soggetti terzi che agiscono per suo conto. Ha come missione la prevenzione di potenziali conflitti tra la pubblica amministrazione e la persona fisica. Il difensore civico agisce sulla base del reclamo o della richiesta presentata all'ufficio. L'avvocato del popolo è eletto dai membri dell'Assemblea a maggioranza dei tre quinti per un periodo di 5 anni con possibilità di rielezione.

## Difensori civici
| # | Nome            | Mandato          | Mandato          |
| 1 | Ermir Dobjani   | 16 febbraio 2000 | 16 febbraio 2010 |
| 2 | Igli Totozani   | 22 dicembre 2011 | 19 giugno 2017   |
| 3 | Erinda Ballanca | 19 giugno 2017   | in carica        |